# حزب ملی رنسانس (آمریکا)
حزب ملی رنسانس (به انگلیسی: National Renaissance Party) (به اختصار NRP) یک حزب نئوفاشیست آمریکایی بود که در سال ۱۹۴۹ توسط جیمز ایچ مادول تأسیس شد و در طی دهه‌های ۱۹۶۰ و ۱۹۷۰ به دلیل مشارکت در اعتراضات خشونت‌آمیز و ایجاد ناآرامی در شهر نیویورک بارها نام آن در تیتر اخبار روزنامه‌ها قرار گرفت. در سال ۱۹۷۹ و پس از مرگ مادول حزب افول پیدا کرد و در ۱۹۸۱ کاملاً منحل شد.

## پیش‌زمینه و دکترین حزب
حزب ملی رنسانس در ژانویه ۱۹۴۹ توسط جیمز مادول، از طریق ادغام چندین سازمان فاشیست پیشین آمریکایی تأسیس شد. دفتر مرکزی آن در منطقه یورکویل در شهر نیویورک بود.
می‌توان گفت نام این حزب از آخرین وصیت‌نامه آدولف هیتلر الهام گرفته شده که نوشته بود: «من با قلبی خرسند می‌میرم، چون آگاهم [که در آنجا] بذری که کاشتم ثمر خواهد داد… جنبش ناسیونال سوسیالیست از نو درخشش خواهد یافت.»: 89 
بازرسان دولت تا سال ۱۹۵۴ نتوانستند تعداد دقیق اعضای حزب را تعیین کنند اما تعداد اعضا را بین ۲۰۰ تا ۷۰۰ نفر تخمین زدند. اگرچه تاریخ‌شناسی به نام جان جورج (John George) باور داشت که اعضای NRP هرگز از ۵۰ نفر بیشتر نبوده‌است.
آموزه‌های حزب شامل عناصر استاندارد فاشیسم از جمله برتری سفیدپوستان، یهودستیزی و مخالفت با دموکراسی بود.